# D. B. Weiss
Pour les articles homonymes, voir Weiss.
Cet article possède un paronyme, voir Daniel Weiss.
Œuvres principales
- Video Games

Daniel Brett Weiss [ˈdænjəl bɹɛt waɪs], né le 23 avril 1971 à Chicago, est un scénariste et écrivain américain. Spécialisé dans l'écriture pour jeux vidéo, il a écrit le roman Video Games qui a été publié en 2003. Il est notamment connu comme le cocréateur avec David Benioff de la série télévisée Game of Thrones.

## Biographie
Daniel Weiss est né et a grandi à Chicago. Il est diplômé de l'Université Wesleyenne. Il obtient par la suite une maîtrise en philosophie spécialisée en littérature irlandaise du Trinity College (Dublin) et un Master of Fine Arts du Iowa Writers' Workshop.
En 2006, Daniel Weiss est engagé pour réécrire une adaptation de la série de jeu Halo, basée sur le travail d'Alex Garland. La réécriture débute en 2006 pour une sortie prévue en 2008. Pendant ce temps, il travaille également sur une adaptation du livre La Stratégie Ender d'Orson Scott Card.
Daniel Weiss a été entre 2011 et 2019, avec David Benioff, coscénariste de la série télévisée Game of Thrones. Il planche aussi sur le scénario d'un film préquelle de Je suis une légende et un remake de Invasion Los Angeles réalisé par John Carpenter.
En août 2019, il signe (avec David Benioff) avec Netflix un contrat d'exclusivité pour développer séries et films, estimé à plus de 200 millions de dollars.

## Œuvres littéraires

### Roman
- Video Games, Sonatine, 2012 ((en) Lucky Wander Boy, 2003), trad. Fabrice Pointeau, 300 p.  (ISBN 978-2-35584-121-7)

### Scénario
- 2011 -  2019 : Game of Thrones (série télévisée) - cocréateur et scénariste
- 2013  - 2017 : Philadelphia (série télévisée)  (épisode : Flowers for Charlie)
- 2014 : The Specials (en)[9]
- 2024 : Le Problème à trois corps (série télévisée) - cocréateur et scénariste

## Récompenses
- Prix Hugo de la meilleure présentation dramatique 2012[10]
- Prix Hugo de la meilleure présentation dramatique 2013[11]
- Prix Hugo de la meilleure présentation dramatique 2014[12]
- Primetime Emmy Awards 2015 : meilleur scénario pour Game of Thrones[13]
- Primetime Emmy Awards 2015 : meilleur série télévisée dramatique pour Game of Thrones[13]
- Primetime Emmy Awards 2016 : meilleur scénario pour Game of Thrones[13]
- Primetime Emmy Awards 2016 : meilleur série télévisée dramatique pour Game of Thrones[13]
- Primetime Emmy Awards 2018 : meilleur série télévisée dramatique pour Game of Thrones[13]
- Primetime Emmy Awards 2019 : meilleur série télévisée dramatique pour Game of Thrones[13]